# Ctenophthalmus cophurus
Ctenophthalmus cophurus är en loppart som beskrevs av Jordan et Rothschild 1913. Ctenophthalmus cophurus ingår i släktet Ctenophthalmus och familjen mullvadsloppor.

## Underarter
Arten delas in i följande underarter:
- C. c. cophurus
- C. c. grzimeki
- C. c. hemingwayi
- C. c. prolapsus
- C. c. schmiederi